# Ataenius argillaceus
Ataenius argillaceus är en skalbaggsart som beskrevs av Schmidt 1916. Ataenius argillaceus ingår i släktet Ataenius och familjen Aphodiidae. Inga underarter finns listade.